# 우타 브리제비츠
우타 브리제비츠(독일어: Uta Briesewitz, 1967년 4월 1일 ~ )는 독일의 촬영 감독, 영화 감독이다. 드라마 《오렌지 이즈 더 뉴 블랙》, 《제시카 존스》 등을 연출했다.